# Mallos gregalis
Espèce
Synonymes
- Coenothele gregalis Simon, 1909

Mallos gregalis est une espèce d'araignées aranéomorphes de la famille des Dictynidae.

## Distribution
Cette espèce est endémique du Mexique. Elle se rencontre au Jalisco et dans l'État de Mexico entre 1 000 et 3 000 m d'altitude.

## Description
Les mâles mesurent de 3,00 à 3,20 mm et les femelles de 3,16 à 3,88 mm.

## Éthologie
Ce sont des araignées vivant en groupe sur une toile commune.

## Publication originale
- Simon, 1909 : Sur l'araignée Mosquero. Comptes rendus hebdomadaires des séances de l'Académie des sciences, Paris, vol. 148, vol. 736-737 (texte intégral).